# Damián Schmidt
Héctor Damián Schmidt (Santa Rosa, 7 dicembre 1992) è un ex calciatore argentino, di ruolo difensore.

## Caratteristiche tecniche
È un difensore centrale.

## Carriera
Cresciuto nelle giovanili dell'Instituto (C), ha esordito il 4 agosto 2013 in occasione del match perso 1-0 contro il Douglas Haig.
Ha giocato nella prima divisione messicana con il Puebla.

## Statistiche

### Presenze e reti nei club
Statistiche aggiornate al 23 marzo 2018.
| Stagione        | Squadra         | Campionato      | Campionato | Campionato | Coppe nazionali | Coppe nazionali | Coppe nazionali | Coppe continentali | Coppe continentali | Coppe continentali | Altre coppe | Altre coppe | Altre coppe | Totale | Totale | Totale |
| Stagione        | Squadra         | Comp            | Pres       | Reti       | Comp            | Pres            | Reti            | Comp               | Pres               | Reti               | Comp        | Pres        | Reti        | Pres   | Reti   |        |
| --------------- | --------------- | --------------- | ---------- | ---------- | --------------- | --------------- | --------------- | ------------------ | ------------------ | ------------------ | ----------- | ----------- | ----------- | ------ | ------ | ------ |
| 2013-2014       | Instituto (C)   | BN              | 17         | 0          | CA              | 2               | 0               |                    | -                  | -                  |             | -           | -           | 19     | 0      |        |
| 2014            | Instituto (C)   | BN              | 20         | 1          |                 | -               | -               |                    | -                  | -                  |             | -           | -           | 20     | 1      |        |
| 2015            | Instituto (C)   | BN              | 35         | 2          | CA              | 1               | 0               |                    | -                  | -                  |             | -           | -           | 36     | 2      |        |
| 2016            | Racing Club     | PD              | 1          | 0          | CA              | 0               | 0               | CL                 | 0                  | 0                  |             | -           | -           | 1      | 0      |        |
| 2016-2017       | Puebla          | LMX             | 6          | 0          | CM              | 11              | 1               |                    | -                  | -                  |             | -           | -           | 17     | 1      |        |
| 2017-2018       | San Martín (SJ) | PD              | 8          | 0          | CA              | 0               | 0               |                    | -                  | -                  |             | -           | -           | 8      | 0      |        |
| Totale carriera | Totale carriera | Totale carriera | 87         | 3          |                 | 14              | 1               |                    | -                  | -                  |             | -           | -           | 101    | 4      |        |